# Else Kröner-Fresenius-Stiftung
Die 1983 gegründete gemeinnützige Else Kröner-Fresenius-Stiftung fördert medizinisch-wissenschaftliche Projekte und unterstützt medizinisch-humanitäre Projekte in Entwicklungsländern. Seit 2014 verfügt sie über das größte Stiftungsvermögen (Verkehrswert) aller gemeinnützigen deutschen Stiftungen privaten Rechts.

## Geschichte
Else Kröner (geb. Fernau, 1925–1988) übernahm nach dem Zweiten Weltkrieg von ihrem Ziehvater und Förderer Eduard Fresenius dessen Pharmaunternehmen „Dr. Eduard Fresenius chemisch-pharmazeutische Industrie KG“ und führte es bis zu ihrem Tod 1988. Zuerst war sie Geschäftsführerin, ab 1982, nach Umwandlung des Unternehmens in eine Aktiengesellschaft, Vorsitzende des Aufsichtsrates. Um nach ihrem Tod den Fortbestand des Unternehmens in seiner Gesamtheit zu sichern und um das Andenken an Eduard Fresenius zu pflegen, gründete Else Kröner am 7. April 1983 die gemeinnützige Else Kröner-Fresenius-Stiftung (EKFS). Zunächst wurde die Stiftung mit einem Kapitalstock von 50.000 DM ausgestattet. Die Stifterin verfügte aber testamentarisch, dass im Falle ihres Todes ihr gesamtes Privatvermögen – unter anderem 95 Prozent des Fresenius-Stammkapitals – auf die EKFS übergehen sollte. Um die Gemeinnützigkeit der Stiftung zu garantieren, wurde beschlossen, keine Förderanträge zu bewilligen, durch die die Fresenius Firmengruppe oder andere Pharmaunternehmen begünstigt werden könnten.
Am 5. Juni 1988 starb Else Kröner überraschend im Alter von 63 Jahren und die EKFS wurde in vollem Umfang handlungsfähig.

## Stiftungszweck
In der Verfassung der EKFS legte Else Kröner den Stiftungszweck wie folgt fest:
„(1) Die Stiftung dient der Förderung der medizinischen Wissenschaft, und zwar vorrangig auf den Gebieten der Erforschung und der Behandlung von Erkrankungen, einschließlich der Entwicklung von Geräten und Präparaten, beispielsweise von künstlichen Nieren. Die Stiftung darf nur solche Forschungsaufgaben fördern, deren Ergebnisse der Allgemeinheit zugänglich sind. Die Stiftung dient ferner der Förderung der Ausbildung von Ärzten oder sonstigen in der Krankenbehandlung und Krankenpflege, vornehmlich auf dem Gebiet der Dialyse tätigen Personen, sowie der Förderung der Bildung und Erziehung besonders begabter Schüler und Studenten.“
„(2) Unter Beachtung des § 53 der Abgabenordnung verfolgt die Stiftung auch mildtätige Zwecke durch die Förderung von Unfallgeschädigten und deren Altenhilfe sowie durch Unterstützung von Personen, die infolge ihres geistigen, körperlichen oder seelischen Zustandes auf die Hilfe anderer angewiesen sind.“

## Organe
Verwaltungstechnisch gliedert sich die EKFS in zwei Gremien: den Stiftungsrat und den Vorstand. Der Stiftungsrat bestellt den Vorstand und beaufsichtigt die Geschäftsführung. Außerdem entscheidet er über die Verwendung der Erträge und das Vermögen der Stiftung und beschließt alljährlich über die Entlastung des Vorstands. Seit 2006 ist eine Wissenschaftskommission verwaltungsmäßiges Organ der Stiftung und berät Stiftungsrat und Vorstand bei der Auswahl der Projekte zur wissenschaftlichen Förderung. Mitglieder der Wissenschaftskommission sind Stefan Endres, Lars Maier, Christian Reinhardt, Sascha Pahernik und Christine Klein.

## Aktivitäten
Der Arbeitsschwerpunkt der Else Kröner-Fresenius-Stiftung liegt in der Förderung medizinischer Forschung und medizinisch-humanitärer Projekte. Dabei werden Forschungsanträge aus allen Bereichen der Medizin berücksichtigt. Von 1983 bis zum Jahresende 2020 hat die Stiftung etwa 2.200 Projekte mit einem Gesamtvolumen von 480 Millionen Euro gefördert. 2020 wurden über 60 Millionen Euro an Fördermitteln bewilligt. Davon entfiel etwa ein Fünftel auf humanitäre Projekte.

### Medizinisch-wissenschaftliche Förderung
In ihren neun Förderlinien unterstützt die EKFS neben Nachwuchswissenschaftlern, die am Beginn ihrer Eigenständigkeit in der medizinischen Forschung stehen, auch Ärzte, die Forschung und Klinik in ihrem Berufsweg verbinden (Clinician Scientists), Medizinstudierende, die eine hochwertige Promotion erstellen, und international bekannte Wissenschaftler, deren Forschungsprojekte Durchbrüche in der Diagnose und Therapie von Erkrankungen versprechen.
Die neun Förderlinien sind:
1. Erst- und Zweitantragsteller: Unterstützung junger Wissenschaftler im Bereich der Medizin, deren bisherige wissenschaftliche Arbeiten eine auch international erfolgreiche Karriere erwarten lassen. Das Programm möchte den Wissenschaftlern den Einstieg in die selbstständige Finanzierung ihrer Forschung durch die großen Forschungsinstitutionen ebnen.
2. Schlüsselprojekte: Finanzierung von Forschungsvorhaben im Bereich der Medizin, die einen Durchbruch versprechen im Sinne der Entwicklung eines neuen Therapieansatzes oder der Änderung von allgemein akzeptiertem Lehrbuchwissen.
3. Else Kröner Clinician Scientist Professuren: Mit den Professuren soll Ärzten mit herausragenden Leistungen sowohl in Patientenversorgung als auch Forschung eine langfristige Perspektive gegeben werden, den Berufsweg des Clinician Scientist weiter zu gehen.
4. Else Kröner Memorialstipendien: Unterstützung besonders begabter Mediziner zu Beginn ihres Berufsweges, um durch eine zweijährige Freistellung von klinischen Aufgaben ein Forschungsvorhaben voranzutreiben.
5. Else Kröner Exzellenzstipendien: Unterstützung herausragender in Forschung und Klinik tätiger Ärzte (Clinician Scientist), um durch eine zweijährige Freistellung von klinischen Aufgaben ein besonders erfolgversprechendes medizinisches Forschungsvorhaben weiterzubringen. Damit soll bereits habilitierten Ärzten die Berufung auf eine Professur ermöglicht werden.
6. Else Kröner Forschungskollegs: Unterstützung medizinischer Fakultäten und Hochschulkliniken im Rahmen von wissenschaftlichen Kollegien, um besonders begabten jungen Ärzten ein optimales Umfeld zur Vertiefung ihrer Forschungsarbeit und zum Einstieg in einen erfolgreichen Berufsweg als forschenden Arzt (Clinician Scientist) zu bieten.
7. Else Kröner Promotionskollegs für Medizinstudenten: Unterstützung von medizinischen Fakultäten, um besonders interessierte und begabte Medizinstudierende für eine anspruchsvolle Promotion zu gewinnen und sie für die Forschung zu begeistern.
8. Else Kröner Medical Scientist Kollegs: Diese Förderlinie hat das Ziel, die interdisziplinäre und interprofessionelle Zusammenarbeit in der Gesundheitsforschung zu stärken.
9. Translatorische Projekte: In dieser Förderlinie werden anwendungsorientierte Forschungsprojekte gefördert, die helfen sollen, Lücken zwischen medizinisch-naturwissenschaftlicher Grundlagenforschung und ihrer Anwendung im klinischen Alltag möglichst rasch zu schließen.

Weiterhin ist die Stiftung auch in der institutionellen Förderung tätig. Mit dem Else Kröner Fresenius Zentrum für Ernährungsmedizin in München fördert die EKFS ein Institut, das nachhaltige Ernährungsformen in der Medizin bearbeitet. Das Else Kröner Fresenius Zentrum für Digitale Gesundheit wurde im September 2019 ins Leben gerufen. Ziel des Zentrums ist es, das Potenzial der Digitalisierung in der Medizin und damit eine bessere Patientenversorgung zu erschließen.

### Wissenschaftspreise
Die Stiftung vergibt als größte Einzelauszeichnung seit 2013 den Else-Kröner-Fresenius-Preis für medizinische Forschung. Dafür wird von der Stiftung jeweils ein Forschungsfeld der Medizin definiert, das eine besonders intensive Entwicklung in den jeweils folgenden Jahren erwarten lässt. Es soll sich jeweils um ein Gebiet handeln, in dem neue Technologien Türen zu bisher unbeforschbaren Feldern öffnen oder in dem sich ein revolutionierender Paradigmenwechsel ankündigt. An der Auswahl des jeweiligen Themenfeldes für die Ausschreibung des Preises sind Nobelpreisträger der Medizin, Herausgeber großer, fachübergreifender medizinischer Fachzeitschriften und ideenreiche junge Forscher beteiligt.

### Medizinisch-humanitäre Förderung

#### Einzelprojekte
Die EKFS unterstützt medizinisch-humanitäre Projekte, vorrangig in Entwicklungsländern. Schwerpunkte bilden hier die Förderung der medizinischen Lehre und die Verbesserung der Gesundheitsversorgung.

#### Preise
Mit dem Else Kröner Fresenius Preis für Medizinische Entwicklungszusammenarbeit (früher: Medizinisch-humanitärer Förderpreis) würdigt die EKFS zudem jährlich Projekte zur Verbesserung der Gesundheitsversorgung in Entwicklungsländern. Prämiert werden seit spätestens 2012 alle zwei Jahre Projekte, die sich durch ein herausragendes und nachhaltiges Engagement für notleidende und kranke Menschen auszeichnen.

## Streit um die Stiftung
Ab 2008 kam es zu einem Streit um die Ausrichtung der Stiftung. Die Ärztin Gabriele Kröner, die Stieftochter von Else Kröner, beschuldigte die drei Testamentsvollstrecker des Nachlasses von Else Kröner (insbesondere Dieter Schenk, der auch Firmenanwalt war), dass die Stiftung nicht genügend für gemeinnützige Projekte und die biomedizinische Forschung ausschütten würde und somit ihrem Stiftungszweck nicht nachkommen würde und sie außerdem aus Stiftungsrat und Aufsichtsrat des Unternehmens gedrängt zu haben. Die Stiftung, die 2008 auf ein Vermögen von 2,6 Milliarden Euro geschätzt wurde (im Vergleich zu 150 Millionen beim Tod der Stifterin 1988), hatte zum Beispiel 2007 für wissenschaftliche Förderung und humanitäre Zwecke nur 7,45 Millionen Euro ausgegeben und seit Stiftungsgründung waren bis 2008 nur rund 70 Millionen Euro in solche Förderungen geflossen, während die etwa gleich große VW-Stiftung damals jährlich Projekte mit rund 100 Millionen Euro förderte. Die Verwalter der Stiftung wiederum sahen eine Hauptaufgabe der Stiftung im Erhalt der Kontrolle über den Fresenius-Konzern auch bei Kapitalerhöhungen, die eine höhere Ausschüttung verhindert habe. Der Einfluss der Stiftung konnte aber auf anderem Weg 2011 mit der Umstellung der Inhaberstruktur der Fresenius SE als Kommanditgesellschaft auf Aktien mit der Stiftung als Komplementärin sichergestellt werden. Gleichzeitig wurden Vorzugs- und Stammaktien umgewandelt, wobei der Anteil der Stiftung von 58 auf 29 Prozent sank, aufgrund der neuen Firmenstruktur behielten sie aber ihr Einspruchsrecht. Auch bei Fresenius Medical Care sicherte die KGaA-Struktur, dass die Stiftung trotz eines Anteils von nur rund 30 Prozent die Kontrolle behielt.